# Jorge Antônio Deher Rachid
Jorge Antônio Deher Rachid GOMM (Porciúncula, 19 de janeiro de 1961) é  auditor-fiscal e ex-secretário da Receita Federal do Brasil de 9 de janeiro de 2015 até 3 de janeiro de 2019. Antes, ocupou o mesmo cargo entre janeiro de 2003 e julho de 2008.

## Carreira
É formado em administração pela antiga Faculdade de Ciências Políticas e Econômicas do Rio de Janeiro (hoje Universidade Candido Mendes).
Exerceu o cargo de agente fiscal de tributos municipais, em Vila Velha, no Espírito Santo.
Em janeiro de 1986, ingressou na Receita Federal como auditor-fiscal da Receita Federal do Brasil. Até 1995, trabalhou na área de fiscalização da Delegacia da Receita Federal em Salvador e atuou nas equipes nacionais de fiscalização. Em 1996, assumiu, em Brasília, o cargo de Coordenador-Geral Substituto de Fiscalização da SRF. Entre 1997 e 1998, foi supervisor das equipes nacionais de fiscalização e, em agosto de 1998, assumiu o cargo de Coordenador-Geral de Fiscalização. Entre julho de 2000 e dezembro de 2002 foi secretário-adjunto da Receita Federal.

### Receita Federal
Em janeiro de 2003, foi convocado pelo presidente eleito Luiz Inácio Lula da Silva para assumir a Secretaria da Receita Federal (SRF). Durante este período, exerceu, cumulativamente, o cargo de secretário da Receita Previdenciária (SRP), do Ministério da Previdência Social e de presidente do conselho diretor do Centro Interamericano de Administrações Tributárias (CIAT). Foi durante a sua gestão que foi criada a "Super Receita", unificando as Receitas Federal e Previdenciária. Em 2005, foi admitido pelo presidente Lula à Ordem do Mérito Militar no grau de Grande-Oficial especial. Pediu sua própria exoneração em julho de 2008, sendo sucedido por Lina Vieira.
De setembro de 2009 a setembro de 2013, representou a Receita Federal nos Estados Unidos como adido tributário e aduaneiro junto à Embaixada do Brasil em Washington/DC.
Desde 2014 integra o Comitê de Peritos sobre Cooperação Internacional em Matéria Tributária da Organização das Nações Unidas (ONU).
Voltou a assumir o cargo de secretário da Receita Federal do Brasil entre 9 de janeiro de 2015 e 3 de janeiro de 2019, quando foi substituído por Marcos Cintra.